# Lucien Aimar
Lucien Aimar (Hyères, 28 aprile 1941) è un ex ciclista su strada, pistard e dirigente sportivo francese.
Professionista dal 1965 al 1973, vinse il Tour de France 1966 e i Campionati francesi del 1967.
Dalla scomparsa di Federico Bahamontes avvenuta l'8 agosto 2023, risulta essere il più antico vincitore del Tour de France ancora in vita..

## Carriera

### Gli esordi e la vittoria al Tour 1966
Scalatore, ottenne risultati sin da dilettante, categoria in cui fu terzo nel campionato nazionale 1960 e 1963; nel 1964 vinse il prestigioso Tour de l'Avenir, ma il successo gli fu revocato (a favore di Felice Gimondi) perché reo di aver preso a pugni il ciclista belga Joseph Spruyt. Se non gli fosse stata inflitta la penalità, Aimar avrebbe vinto le due principali corse a tappe dilettantistiche francesi nella stessa stagione; oltre all'Avenir anche la Route de France. Sempre nel 1964 fu quarto ai campionati del mondo e partecipò anche ai Giochi olimpici di Tokyo nella prova in linea, dove terminò ottantesimo.
L'episodio al Tour de l'Avenir non impedì a Raphaël Géminiani, allora direttore sportivo della Ford France-Gitane, di ingaggiare Aimar come gregario di Jacques Anquetil. Nel 1965 lo stesso Géminiani lanciò Aimar come capitano della propria formazione al Tour de France, complice anche l'assenza di Anquetil: tuttavia, nella tappa dell'Aubisque, il giovane neoprò andò in crisi di fame e fu costretto al ritiro. In quella stagione concluse comunque terzo nella Parigi-Camembert e quarto nel Critérium du Dauphiné Libéré.
Nel 1966 vinse la Genova-Nizza e fu secondo sia alla Freccia Vallone che alla Euskal Bizikleta, mentre chiuse quarto il Critérium International e quinto il Critérium du Dauphiné Libéré. Al Tour de France Géminiani lo schierò come gregario di Anquetil. Aimar riuscì a conquistare la maglia gialla nella tappa con arrivo a Torino e – anche grazie all'aiuto di Anquetil, che poi si ritirò – a portarla fino al traguardo finale di Parigi, battendo Jan Janssen e Raymond Poulidor, vincendo così la Grande Boucle anche se senza nessun successo di tappa.

### Gli ultimi anni
Nella stagione successiva passò alla Bic, sempre con Anquetil. Vinse la Quattro giorni di Dunkerque e al Giro d'Italia si mise al servizio del capitano, chiudendo al settimo posto. Al Tour, invece, vestì la maglia della Nazionale Francese "A", permettendo la vittoria di Roger Pingeon e chiudendo al sesto posto. Nel 1968, complice il ritiro di Anquetil, si ritrovò capitano unico della Bic. Partecipò sia al Tour che alla Vuelta a España concludendo in entrambi casi nei primi dieci. In quell'anno vinse il campionato francese e partecipò anche ai mondiali, che chiuse decimo.
Il 1969 non lo vide competitivo e fu anche sospeso per un mese per aver fatto uso di sostanze dopanti; fu comunque quarto nel campionato nazionale e quinto nella Setmana Catalana. Nel 1970 passò alla Sonolor-Lejeune. Al Tour de France terminò oltre la decima posizione, tuttavia il suo lavoro da gregario permise al giovane compagno Lucien Van Impe di chiudere la corsa al sesto posto. Fra i piazzamenti di quella stagione, il secondo posto nel Critérium International, il quinto nella Paris-Nice e anche il secondo posto nella classica francese Bordeaux-Parigi, dietro a Herman Van Springel; vinse anche una corsa del panorama francese, la Polymultipliée.
Tornò al Tour de France 1971 dove, complice una maxi-fuga, chiuse la corsa al nono posto finale. Nel 1972 passò alla squadra tedesca Rokado per fare da gregario a Gerben Karstens e Rolf Wolfshohl e non ottenne piazzamenti significativi. Il 1973 fu l'ultimo anno da professionista, corso come capitano della piccola squadra francese De Kova, dove direttore sportivo era il suo vecchio mentore Géminiani. Ottenne ancora qualche risultato, come la vittoria di una tappa nella Quattro giorni di Dunkerque e l'ottavo nella Bordeaux-Parigi.

## Palmarès
- 1962 (dilettanti)

Parigi-Briare
- 1963 (dilettanti)

7ª tappa, 2ª semitappa La Route de France
Classifica generale La Route de France
8ª tappa Tour de l'Avenir
- 1966

Classifica generale Tour de France
Genova-Nizza
Circuit Grand-Combien
- 1967

Classifica generale Quattro giorni di Dunkerque
Le Mont Faron (Cronoscalata)
8ª tappa Tour de France
- 1968

Campionati francesi, Prova in linea
Grand Prix de l'Artense - Champs-sur-Tarentaine
- 1970

Polymultipliée
5ª tappa Grand Prix du Midi Libre
- 1973

5ª tappa, 1ª semitappa Quattro giorni di Dunkerque

### Altri successi
- 1966

CLassifica a punti Giro del Delfinato
Classifica a punti Bicicletta Basca
Criterium di Marsiglia
Criterium di Poiré-sur-Vie
Criterium di Ussel
Criterium di Auch
Promotion Pernod
- 1967

Criterium di Quillan
Criterium di Commentry
- 1968

Criterium di Poiré-sur-Vie
Criterium di Le Creusot
Promotion Pernod
- 1970

Criterium di Pléaux
Criterium di La Bastide d'Armagnac
Criterium di Saint-Just
Criterium di Cannes
Criterium di Hyères
Challenge Sedis
- 1971

Criterium di Biot
Criterium di Oradour sur Glane
Criterium di Villefranche-sur-Saone
- 1972

Criterium di Excideuil
- 1973

Criterium di Garanciéres en Beauce
Criterium di Plessala

## Piazzamenti

### Grandi Giri
- Giro d'Italia

1967: 7º
- Tour de France

1965: ritirato (9ª tappa)
1966: vincitore
1967: 6º
1968: 7º
1969: 30º
1970: 17º
1971: 9º
1972: 17º
1973: 17º
- Vuelta a España

1965: 11º
1968: 9º

### Classiche monumento
- Milano-Sanremo

1966: 11º
1967: 30º
1968: 24º
1969: 25º
1971: 13º
1972: 44º
- Giro delle Fiandre

1967: 77º
1968: 13º
- Parigi-Roubaix

1966: 27º
1967: 39º
1970: 19º
1971: 33º
1972: 30º
- Liegi-Bastogne-Liegi

1971: 14º
1972: 20º
- Giro di Lombardia

1965: 12º
1966: 23º
1967: 15º
1969: 24º

### Competizioni mondiali
- Campionati del mondo

Salò di Garda 1962 - In linea Dilettanti: 31º
Sallanches 1964 - In linea Dilettanti: 6º
Nürburgring 1966 - In linea: 9º
Heerlen 1967 - In linea: 42º
Imola 1968 - In linea: 10º
- Giochi olimpici

Tokyo 1964 - In linea: 80º